# Campeonato Mundial de Fórmula 1 de 1983
A Temporada de Fórmula 1 de 1983 foi a 34.ª realizada pela FIA, decorrendo de 13 de março a 16 de outubro de 1983, com quinze corridas.
Teve como campeão o brasileiro Nelson Piquet, da equipe Brabham.

## Resumo da Temporada

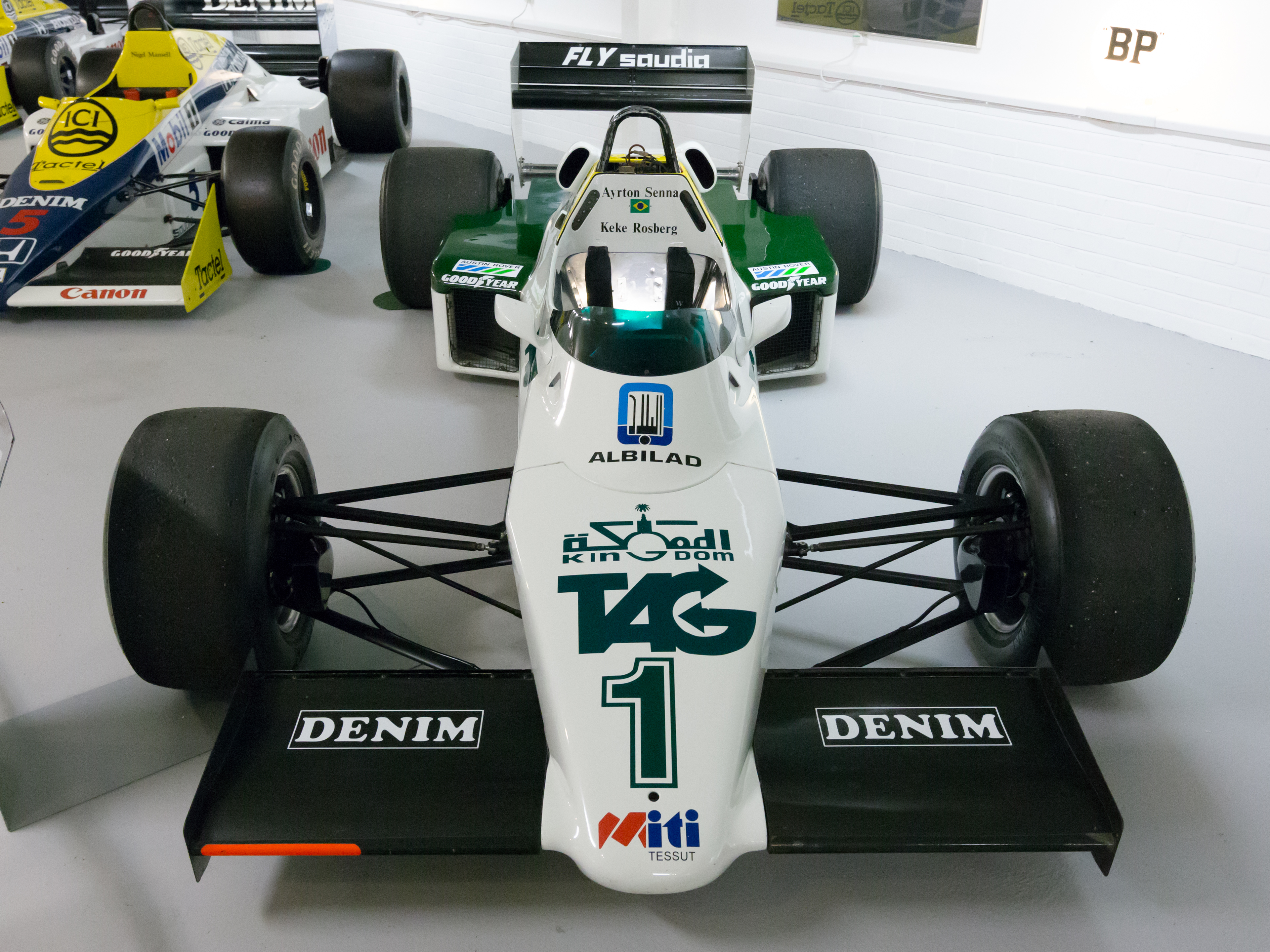
1983 Williams FW08C

Neste ano, com os novos regulamentos para assoalhos que baniram o efeito-solo e reduziram a "downforce", os motores turbo se tornaram essenciais. Além disso, ao desenvolver uma equipe de boxes que sabia como reabastecer rapidamente, a equipe Brabham pôde começar as corridas com metade de seu tanque de combustível, ganhando grandes vantagens no que se refere a velocidade e desgaste de pneus.
Na equipe Williams, com o atual campeão de 1982 Keke Rosberg e Jacques Laffite, o novo carro com motores Honda não estavam prontos e a equipe teve que começar a temporada com seus motores Ford Cosworth DFV. A equipe McLaren conseguiu o patrocínio da TAG para ter motores V6 Porsche e, até que eles estivessem prontos, Niki Lauda e Watson estavam limitados aos motores Ford Cosworth DFV.
Colin Chapman deu um jeito de garantir motores Renault para sua equipe Lotus. Apesar de sua morte repentina, a escuderia continuou: Elio de Angelis teve o carro novo já para a segunda corrida, enquanto Nigel Mansell usou o Ford Cosworth DFV até meados da temporada.
Das equipes já com o turbo, a equipe Brabham de Piquet e Patrese tinha fechado com os motores BMW, enquanto Arnoux deixou a Renault para se juntar a Tambay na Scuderia Ferrari, sendo substituído por Eddie Cheever, que tinha se mudado da Ligier, com o time francês que contou com Jean-Pierre Jarier e Raul Boesel, que veio da equipe March. A equipe Toleman tinha desenvolvido um carro bem melhor para Warwick e Giacomelli. As outras equipes ficaram com os motores Ford Cosworth DFV, sendo elas Ligier, Arrows, Tyrrell, Theodore, enquanto que a equipe Fittipaldi não ficou para 1983.
Nelson Piquet venceu no Rio de Janeiro, mas Rosberg chamou toda a atenção. Ele largou na pole-position, mas na 29ª volta no GP do Brasil, assim que fazia o reabastecimento, o carro de Keke Rosberg tem um princípio de incêndio. Rapidamente, o piloto deixou o carro para que os bombeiros apagassem o fogo. Sanado o problema e aparentemente como a chama não danificou o carro, a equipe autoriza o finlandês a voltar ao cockpit. O piloto retorna ao circuito na 9ª posição; com 24 voltas, ele fez uma grande corrida com várias ultrapassagens e termina-a em 2º lugar. Após a prova, o piloto foi desclassificado, porque os mecânicos empurraram seu carro para retornar à pista logo que apagaram o fogo. A sua colocação da prova não teve benefício posterior. A colocação ficou vaga.
Em Long Beach, John Watson e Niki Lauda largaram na 22.° e 23.° posição, mas ajustaram bem os seus carros e fizeram uma ótima corrida, teminando em 1.° e 2.° lugar, com Arnoux em terceiro.
Excepcionalmente, a temporada europeia começou em Paul Ricard e a Renault continuou seu hábito de vencer em casa, com Prost chegando em primeiro.
Tambay venceu para a Ferrari em Imola.
Em Monaco, Rosberg largou em sexto, atrás dos turbos, mas choveu e ele optou por iniciar com pneus slicks. Ele chegou a liderança na segunda volta e isolou-se na dianteira, vencendo a prova.
Após uma pausa de 13 anos, o Grande Prêmio da Bélgica voltou à Spa-Francorchamps. O circuito foi reconstruído muito menor do que o original. De Cesaris assumiu a liderança, mas saiu com problemas no motor. Prost venceu.
Em Detroit, Alboreto marcou sua segunda vitória para Tyrrell, assumindo a liderança quando Piquet teve que ir aos boxes com um pneu furado. Esta foi a vitória 155 para o motor Ford Cosworth DFV.
No Canadá Arnoux dominou com a Ferrari, à frente de Cheever e Tambay.
Prost venceu em Silverstone. Piquet acabou na segunda, com Tambay em terceiro.
Arnoux marcou mais uma vitória em Hockenheim, embora tenha desafiado as ordens da equipe no início, quando ele deveria deixar Tambay ficar à frente. Tambay abandonou, enquanto Piquet perdeu com um incêndio de grandes proporções e de Cesaris teve um segundo lugar.
Prost teve que trabalhar duro para vencer na Áustria, passando Arnoux, com seis voltas do fim. Piquet manteve viva as esperanças de seu título com o terceiro lugar, e a vantagem de Prost era agora 14 pontos.
O mesmo Prost errou na Holanda, batendo em Piquet, colocando ambos para fora. Arnoux venceu a prova.
Monza trouxe o pior resultado possível para Prost: Quebrou, enquanto Piquet venceu e Arnoux foi segundo.
Grã-Bretanha recebeu o Grande Prémio da Europa, em Brands Hatch. Piquet venceu novamente, mas Prost manteve a esperança viva com o segundo lugar.
A última prova da temporada foi disputada na África do Sul. Piquet foi rápido no início, enquanto Arnoux parou cedo e Prost ficou preso em uma batalha para o terceiro lugar, mas seu motor turbo estava falhando e ele teve que abandonar. Patrese venceu a prova e de Cesaris chegou em segundo, com Piquet em terceiro lugar, garantindo os pontos vitais necessários para o seu segundo título mundial de Fórmula 1.

## Pilotos e Construtores
| Campeão       | Vice-campeão | 3º Lugar    |
|               |              |             |
| Nelson Piquet | Alain Prost  | René Arnoux |
| Brabham-BMW   | Renault      | Ferrari     |

| Equipe                         | Construtor | Chassis | Motor                            | Pneus | No | Piloto               | Rodadas      |
| ------------------------------ | ---------- | ------- | -------------------------------- | ----- | -- | -------------------- | ------------ |
| TAG Williams Racing Team       | Williams   | FW08C   | Ford Cosworth DFV 3.0 V8         | G     | 1  | Keke Rosberg         | 1-14         |
| TAG Williams Racing Team       | Williams   | FW08C   | Ford Cosworth DFV 3.0 V8         | G     | 2  | Jacques Laffite      | 1-3          |
| TAG Williams Racing Team       | Williams   | FW08C   | Ford Cosworth DFY 3.0 V8         | G     | 2  | Jacques Laffite      | 4-14         |
| TAG Williams Racing Team       | Williams   | FW08C   | Ford Cosworth DFY 3.0 V8         | G     | 42 | Jonathan Palmer      | 14           |
| TAG Williams Racing Team       | Williams   | FW09    | Honda RA163E 1.5 V6 turbo        | G     | 1  | Keke Rosberg         | 15           |
| TAG Williams Racing Team       | Williams   | FW09    | Honda RA163E 1.5 V6 turbo        | G     | 2  | Jacques Laffite      | 15           |
| Benetton Tyrrell Team          | Tyrrell    | 011     | Ford Cosworth DFV 3.0 V8         | G     | 3  | Michele Alboreto     | 1-4          |
| Benetton Tyrrell Team          | Tyrrell    | 011     | Ford Cosworth DFV 3.0 V8         | G     | 4  | Danny Sullivan       | 1-6          |
| Benetton Tyrrell Team          | Tyrrell    | 011     | Ford Cosworth DFY 3.0 V8         | G     | 3  | Michele Alboreto     | 5-10         |
| Benetton Tyrrell Team          | Tyrrell    | 011     | Ford Cosworth DFY 3.0 V8         | G     | 4  | Danny Sullivan       | 7-13         |
| Benetton Tyrrell Team          | Tyrrell    | 012     | Ford Cosworth DFY 3.0 V8         | G     | 3  | Michele Alboreto     | 11-15        |
| Benetton Tyrrell Team          | Tyrrell    | 012     | Ford Cosworth DFY 3.0 V8         | G     | 4  | Danny Sullivan       | 14-15        |
| Fila Sport                     | Brabham    | BT52    | BMW M12/13 1.5 L4 turbo          | M     | 5  | Nelson Piquet        | 1-8          |
| Fila Sport                     | Brabham    | BT52    | BMW M12/13 1.5 L4 turbo          | M     | 6  | Riccardo Patrese     | 1-8          |
| Fila Sport                     | Brabham    | BT52B   | BMW M12/13 1.5 L4 turbo          | M     | 5  | Nelson Piquet        | 9-15         |
| Fila Sport                     | Brabham    | BT52B   | BMW M12/13 1.5 L4 turbo          | M     | 6  | Riccardo Patrese     | 9-15         |
| Marlboro McLaren International | McLaren    | MP4/1C  | Ford Cosworth DFV 3.0 V8         | M     | 7  | John Watson          | 1-3          |
| Marlboro McLaren International | McLaren    | MP4/1C  | Ford Cosworth DFV 3.0 V8         | M     | 8  | Niki Lauda           | 1-2          |
| Marlboro McLaren International | McLaren    | MP4/1C  | Ford Cosworth DFY 3.0 V8         | M     | 7  | John Watson          | 4-12         |
| Marlboro McLaren International | McLaren    | MP4/1C  | Ford Cosworth DFY 3.0 V8         | M     | 8  | Niki Lauda           | 3-11         |
| Marlboro McLaren International | McLaren    | MP4/1E  | TAG1 TTE PO1 1.5 V6 turbo        | M     | 7  | John Watson          | 13-15        |
| Marlboro McLaren International | McLaren    | MP4/1E  | TAG1 TTE PO1 1.5 V6 turbo        | M     | 8  | Niki Lauda           | 12-15        |
| Team ATS                       | ATS        | D6      | BMW M12/13 1.5 L4 turbo          | G     | 9  | Manfred Winkelhock   | Todas        |
| John Player Team Lotus         | Lotus      | 92      | Ford Cosworth DFV 3.0 V8         | P     | 11 | Elio de Angelis      | 1            |
| John Player Team Lotus         | Lotus      | 92      | Ford Cosworth DFV 3.0 V8         | P     | 12 | Nigel Mansell        | 1-2          |
| John Player Team Lotus         | Lotus      | 92      | Ford Cosworth DFY 3.0 V8         | P     | 12 | Nigel Mansell        | 3-8          |
| John Player Team Lotus         | Lotus      | 93T     | Renault-Gordini EF1 1.5 V6 turbo | P     | 11 | Elio de Angelis      | 2-8          |
| John Player Team Lotus         | Lotus      | 93T     | Renault-Gordini EF1 1.5 V6 turbo | P     | 12 | Nigel Mansell        | 10           |
| John Player Team Lotus         | Lotus      | 94T     | Renault-Gordini EF1 1.5 V6 turbo | P     | 11 | Elio de Angelis      | 9-15         |
| John Player Team Lotus         | Lotus      | 94T     | Renault-Gordini EF1 1.5 V6 turbo | P     | 12 | Nigel Mansell        | 9, 11-15     |
| Equipe Renault Elf             | Renault    | RE30C   | Renault-Gordini EF1 1.5 V6 turbo | M     | 15 | Alain Prost          | 1            |
| Equipe Renault Elf             | Renault    | RE30C   | Renault-Gordini EF1 1.5 V6 turbo | M     | 16 | Eddie Cheever        | 1-2          |
| Equipe Renault Elf             | Renault    | RE40    | Renault-Gordini EF1 1.5 V6 turbo | M     | 15 | Alain Prost          | 2-15         |
| Equipe Renault Elf             | Renault    | RE40    | Renault-Gordini EF1 1.5 V6 turbo | M     | 16 | Eddie Cheever        | 3-15         |
| RAM Racing Team March          | RAM        | 01      | Ford Cosworth DFV 3.0 V8         | P     | 17 | Eliseo Salazar       | 1-6          |
| RAM Racing Team March          | RAM        | 01      | Ford Cosworth DFV 3.0 V8         | P     | 17 | Jacques Villeneuve   | 8            |
| RAM Racing Team March          | RAM        | 01      | Ford Cosworth DFV 3.0 V8         | P     | 17 | Kenny Acheson        | 9-12, 15     |
| RAM Racing Team March          | RAM        | 01      | Ford Cosworth DFV 3.0 V8         | P     | 18 | Jean-Louis Schlesser | 3-4          |
| RAM Racing Team March          | RAM        | 01      | Ford Cosworth DFY 3.0 V8         | P     | 17 | Kenny Acheson        | 13-14        |
| Marlboro Team Alfa Romeo       | Alfa Romeo | 183T    | Alfa Romeo 890T 1.5 V8 turbo     | M     | 22 | Andrea de Cesaris    | Todas        |
| Marlboro Team Alfa Romeo       | Alfa Romeo | 183T    | Alfa Romeo 890T 1.5 V8 turbo     | M     | 23 | Mauro Baldi          | Todas        |
| Equipe Ligier Gitanes          | Ligier     | JS21    | Ford Cosworth DFV 3.0 V8         | M     | 25 | Jean-Pierre Jarier   | 1-8          |
| Equipe Ligier Gitanes          | Ligier     | JS21    | Ford Cosworth DFV 3.0 V8         | M     | 26 | Raul Boesel          | Todas        |
| Equipe Ligier Gitanes          | Ligier     | JS21    | Ford Cosworth DFY 3.0 V8         | M     | 25 | Jean-Pierre Jarier   | 9-15         |
| Scuderia Ferrari SpA SEFAC     | Ferrari    | 126C2B  | Ferrari 021 1.5 V6 turbo         | G     | 27 | Patrick Tambay       | 1-8          |
| Scuderia Ferrari SpA SEFAC     | Ferrari    | 126C2B  | Ferrari 021 1.5 V6 turbo         | G     | 28 | René Arnoux          | 1-8          |
| Scuderia Ferrari SpA SEFAC     | Ferrari    | 126C3   | Ferrari 021 1.5 V6 turbo         | G     | 27 | Patrick Tambay       | 9-15         |
| Scuderia Ferrari SpA SEFAC     | Ferrari    | 126C3   | Ferrari 021 1.5 V6 turbo         | G     | 28 | René Arnoux          | 9-15         |
| Arrows Racing Team             | Arrows     | A6      | Ford Cosworth DFV 3.0 V8         | G     | 29 | Marc Surer           | Todas        |
| Arrows Racing Team             | Arrows     | A6      | Ford Cosworth DFV 3.0 V8         | G     | 30 | Chico Serra          | 1, 3-5       |
| Arrows Racing Team             | Arrows     | A6      | Ford Cosworth DFV 3.0 V8         | G     | 30 | Alan Jones           | 2            |
| Arrows Racing Team             | Arrows     | A6      | Ford Cosworth DFV 3.0 V8         | G     | 30 | Thierry Boutsen      | 6-15         |
| Osella Squadra Corse           | Osella     | FA1D    | Ford Cosworth DFV 3.0 V8         | M     | 31 | Corrado Fabi         | 1-8          |
| Osella Squadra Corse           | Osella     | FA1D    | Ford Cosworth DFV 3.0 V8         | M     | 32 | Piercarlo Ghinzani   | 1-3          |
| Osella Squadra Corse           | Osella     | FA1E    | Alfa Romeo 1260 3.0 V12          | M     | 31 | Corrado Fabi         | 9-15         |
| Osella Squadra Corse           | Osella     | FA1E    | Alfa Romeo 1260 3.0 V12          | M     | 32 | Piercarlo Ghinzani   | 4-15         |
| Theodore Racing Team           | Theodore   | N183    | Ford Cosworth DFV 3.0 V8         | G     | 33 | Roberto Guerrero     | 1-14         |
| Theodore Racing Team           | Theodore   | N183    | Ford Cosworth DFV 3.0 V8         | G     | 34 | Johnny Cecotto       | 1-13         |
| Candy Toleman Motorsport       | Toleman    | TG183B  | Hart 415T 1.5 L4 turbo           | P     | 35 | Derek Warwick        | Todas        |
| Candy Toleman Motorsport       | Toleman    | TG183B  | Hart 415T 1.5 L4 turbo           | P     | 36 | Bruno Giacomelli     | Todas        |
| Spirit Racing                  | Spirit     | 201     | Honda RA163E 1.5 V6 turbo        | G     | 40 | Stefan Johansson     | 9, 11, 13-14 |
| Spirit Racing                  | Spirit     | 201C    | Honda RA163E 1.5 V6 turbo        | G     | 40 | Stefan Johansson     | 10, 12       |

↑1  Motor Porsche rebatizado

## Calendário
| Prova | GP                  | Data           | Local             |
| ----- | ------------------- | -------------- | ----------------- |
| 1     | GP do Brasil        | 13 de março    | Jacarepaguá       |
| 2     | GP do Oeste dos EUA | 27 de março    | Long Beach        |
| 3     | GP da França        | 17 de abril    | Paul Ricard       |
| 4     | GP de San Marino    | 1º de maio     | Ímola             |
| 5     | GP de Mônaco        | 15 de maio     | Monte Carlo       |
| 6     | GP da Bélgica       | 22 de maio     | Spa-Francorchamps |
| 7     | GP de Detroit       | 5 de junho     | Detroit           |
| 8     | GP do Canadá        | 12 de junho    | Montreal          |
| 9     | GP da Inglaterra    | 17 de julho    | Silverstone       |
| 10    | GP da Alemanha      | 7 de agosto    | Hockenheim        |
| 11    | GP da Áustria       | 14 de agosto   | Österreichring    |
| 12    | GP da Holanda       | 28 de agosto   | Zandvoort         |
| 13    | GP da Itália        | 11 de setembro | Monza             |
| 14    | GP da Europa        | 25 de setembro | Brands Hatch      |
| 15    | GP da África do Sul | 16 de outubro  | Kyalami           |

## Resultados

### Grandes Prêmios
| GP | Grande Prêmio        | Pole Position    | Volta mais rápida | Vencedor         | Equipe        | Descrição |
| -- | -------------------- | ---------------- | ----------------- | ---------------- | ------------- | --------- |
| 1  | GP do Brasil         | Keke Rosberg     | Nelson Piquet     | Nelson Piquet    | Brabham-BMW   | Detalhes  |
| 2  | GP do Oeste dos EUA  | Patrick Tambay   | Niki Lauda        | John Watson      | McLaren-Ford  | Detalhes  |
| 3  | GP da França         | Alain Prost      | Alain Prost       | Alain Prost      | Renault       | Detalhes  |
| 4  | GP de San Marino     | René Arnoux      | Riccardo Patrese  | Patrick Tambay   | Ferrari       | Detalhes  |
| 5  | GP de Mônaco         | Alain Prost      | Nelson Piquet     | Keke Rosberg     | Williams-Ford | Detalhes  |
| 6  | GP da Bélgica        | Alain Prost      | Andrea de Cesaris | Alain Prost      | Renault       | Detalhes  |
| 7  | GP de Detroit        | René Arnoux      | John Watson       | Michele Alboreto | Tyrrell-Ford  | Detalhes  |
| 8  | GP do Canadá         | René Arnoux      | Patrick Tambay    | René Arnoux      | Ferrari       | Detalhes  |
| 9  | GP da Grã-Bretanha   | René Arnoux      | Alain Prost       | Alain Prost      | Renault       | Detalhes  |
| 10 | GP da Alemanha       | Patrick Tambay   | René Arnoux       | René Arnoux      | Ferrari       | Detalhes  |
| 11 | GP da Áustria        | Patrick Tambay   | Alain Prost       | Alain Prost      | Renault       | Detalhes  |
| 12 | GP dos Países Baixos | Nelson Piquet    | René Arnoux       | René Arnoux      | Ferrari       | Detalhes  |
| 13 | GP da Itália         | Riccardo Patrese | Nelson Piquet     | Nelson Piquet    | Brabham-BMW   | Detalhes  |
| 14 | GP da Europa         | Elio de Angelis  | Nigel Mansell     | Nelson Piquet    | Brabham-BMW   | Detalhes  |
| 15 | GP da África do Sul  | Patrick Tambay   | Nelson Piquet     | Riccardo Patrese | Brabham-BMW   | Detalhes  |

### Campeonato Mundial de Pilotos
| Pos | Piloto               | BRA  | USW | FRA | SMR | MON | BEL | DET | CAN | GBR | GER | AUT | NED | ITA | EUR | RSA | Pontos |
| --- | -------------------- | ---- | --- | --- | --- | --- | --- | --- | --- | --- | --- | --- | --- | --- | --- | --- | ------ |
| 1   | Nelson Piquet        | 1    | Ret | 2   | Ret | 2   | 4   | 4   | Ret | 2   | 13  | 3   | Ret | 1   | 1   | 3   | 59     |
| 2   | Alain Prost          | 7    | 11  | 1   | 2   | 3   | 1   | 8   | 5   | 1   | 4   | 1   | Ret | Ret | 2   | Ret | 57     |
| 3   | René Arnoux          | 10   | 3   | 7   | 3   | Ret | Ret | Ret | 1   | 5   | 1   | 2   | 1   | 2   | 9   | Ret | 49     |
| 4   | Patrick Tambay       | 5    | Ret | 4   | 1   | 4   | 2   | Ret | 3   | 3   | Ret | Ret | 2   | 4   | Ret | Ret | 40     |
| 5   | Keke Rosberg         | DSQ* | Ret | 5   | 4   | 1   | 5   | 2   | 4   | 11  | 10  | 8   | Ret | 11  | Ret | 5   | 27     |
| 6   | Eddie Cheever        | Ret  | 13  | 3   | Ret | Ret | 3   | Ret | 2   | Ret | Ret | 4   | Ret | 3   | 10  | 6   | 22     |
| 7   | John Watson          | Ret  | 1   | Ret | 5   | NQ  | Ret | 3   | 6   | 9   | 5   | 9   | 3   | Ret | Ret | DSQ | 22     |
| 8   | Andrea de Cesaris    | EXC  | Ret | 12  | Ret | Ret | Ret | Ret | Ret | 8   | 2   | Ret | Ret | Ret | 4   | 2   | 15     |
| 9   | Riccardo Patrese     | Ret  | 10  | Ret | Ret | Ret | Ret | Ret | Ret | Ret | 3   | Ret | 9   | Ret | 7   | 1   | 13     |
| 10  | Niki Lauda           | 3    | 2   | Ret | Ret | NQ  | Ret | 13  | Ret | 6   | DSQ | 6   | Ret | Ret | Ret | 11  | 12     |
| 11  | Jacques Laffite      | 4    | 4   | 6   | 7   | Ret | 6   | 5   | Ret | 12  | 6   | Ret | Ret | NQ  | NQ  | Ret | 11     |
| 12  | Michele Alboreto     | Ret  | 9   | 8   | Ret | Ret | 14  | 1   | 8   | 13  | Ret | Ret | 6   | Ret | Ret | Ret | 10     |
| 13  | Nigel Mansell        | 12   | 12  | Ret | 12  | Ret | Ret | 6   | Ret | 4   | Ret | 5   | Ret | 8   | 3   | NC  | 10     |
| 14  | Derek Warwick        | 8    | Ret | Ret | Ret | Ret | 7   | Ret | Ret | Ret | Ret | Ret | 4   | 6   | 5   | 4   | 9      |
| 15  | Marc Surer           | 6    | 5   | 10  | 6   | Ret | 11  | 11  | Ret | 17  | 7   | Ret | 8   | 10  | Ret | 8   | 4      |
| 16  | Mauro Baldi          | Ret  | Ret | Ret | 10  | 6   | Ret | 12  | 10  | 7   | Ret | Ret | 5   | Ret | Ret | Ret | 3      |
| 17  | Danny Sullivan       | 11   | 8   | Ret | Ret | 5   | 12  | Ret | DSQ | 14  | 12  | Ret | Ret | Ret | Ret | 7   | 2      |
| 18  | Elio de Angelis      | DSQ  | Ret | Ret | Ret | Ret | 9   | Ret | Ret | Ret | Ret | Ret | Ret | 5   | Ret | Ret | 2      |
| 19  | Bruno Giacomelli     | Ret  | Ret | 13  | Ret | NQ  | 8   | 9   | Ret | Ret | Ret | Ret | 13  | 7   | 6   | Ret | 1      |
| 20  | Johnny Cecotto       | 13   | 6   | 11  | Ret | NPQ | 10  | Ret | Ret | NQ  | 11  | NQ  | NQ  | 12  |     |     | 1      |
| 21  | Thierry Boutsen      |      |     |     |     |     | Ret | 7   | 7   | 15  | 9   | 13  | 14  | Ret | 11  | 9   | 0      |
| 22  | Jean-Pierre Jarier   | Ret  | Ret | 9   | Ret | Ret | Ret | Ret | Ret | 10  | 8   | 7   | Ret | 9   | Ret | 10  | 0      |
| 23  | Chico Serra          | 9    |     | Ret | 8   | 7   |     |     |     |     |     |     |     |     |     |     | 0      |
| 24  | Raul Boesel          | Ret  | 7   | Ret | 9   | Ret | 13  | 10  | Ret | Ret | Ret | NQ  | 10  | NQ  | 15  | NC  | 0      |
| 25  | Stefan Johansson     |      |     |     |     |     |     |     |     | Ret | Ret | 12  | 7   | Ret | 14  |     | 0      |
| 26  | Manfred Winkelhock   | 15   | Ret | Ret | 11  | Ret | Ret | Ret | 9   | Ret | NQ  | Ret | Ret | Ret | 8   | Ret | 0      |
| 27  | Corrado Fabi         | Ret  | NQ  | Ret | Ret | NQ  | Ret | Ret | Ret | NQ  | NQ  | 10  | 11  | Ret | NQ  | Ret | 0      |
| 28  | Piercarlo Ghinzani   | NQ   | NQ  | NQ  | NQ  | NQ  | NQ  | Ret | NQ  | Ret | Ret | 11  | NQ  | Ret | Ret | Ret | 0      |
| 29  | Roberto Guerrero     | NC   | Ret | Ret | Ret | NPQ | Ret | NC  | Ret | 16  | Ret | Ret | 12  | 13  | 12  |     | 0      |
| 30  | Kenny Acheson        |      |     |     |     |     |     |     |     | NQ  | NQ  | NQ  | NQ  | NQ  | NQ  | 12  | 0      |
| 31  | Jonathan Palmer      |      |     |     |     |     |     |     |     |     |     |     |     |     | 13  |     | 0      |
| 32  | Eliseo Salazar       | 14   | Ret | NQ  | NQ  | NQ  | NQ  |     |     |     |     |     |     |     |     |     | 0      |
| 33  | Alan Jones           |      | Ret |     |     |     |     |     |     |     |     |     |     |     |     |     | 0      |
| -   | Jacques Villeneuve   |      |     |     |     |     |     |     | NQ  |     |     |     |     |     |     |     | -      |
| -   | Jean-Louis Schlesser |      |     | NQ  |     |     |     |     |     |     |     |     |     |     |     |     | -      |
| Pos | Piloto               | BRA  | USW | FRA | SMR | MON | BEL | DET | CAN | GBR | GER | AUT | NED | ITA | EUR | RSA | Pontos |

| Cor        | Resultado             |
| ---------- | --------------------- |
| Ouro       | Vencedor              |
| Prata      | 2.º lugar             |
| Bronze     | 3.º lugar             |
| Verde      | Terminou, nos pontos  |
| Azul       | Terminou, sem pontos  |
| Púrpura    | Ret – Retirou-se      |
| Vermelho   | NQ – Não qualificado  |
| Preto      | DSQ – Desqualificado  |
| Branco     | NL – Não largou       |
| Branco     | C – Corrida cancelada |
| Azul claro | AT – Apenas Treino    |
| Sem cor    | NP – Não participou   |
| Sem cor    | Les – Lesionado       |
| Sem cor    | EX – Excluído         |

* O 2º lugar ficou vago e não teve benefício posterior

### Campeonato Mundial de Construtores
| Pos | Construtor | Chassis      | Motor                                     | Pneu | Pontos | Vitórias | Pódiums | Poles |
| --- | ---------- | ------------ | ----------------------------------------- | ---- | ------ | -------- | ------- | ----- |
| 1   | Ferrari    | 126C2B 126C3 | Ferrari 021 V6 turbo                      | G    | 89     | 4        | 12      | 8     |
| 2   | Renault    | RE40         | Renault-Gordini EF1 V6 turbo              | M    | 79     | 4        | 11      | 3     |
| 3   | Brabham    | BT52 BT52B   | BMW M12/13 L4 Turbo                       | M    | 72     | 4        | 10      | 2     |
| 4   | Williams   | FW08C        | Ford Cosworth DFV V8 Ford Cosworth DFY V8 | G    | 36     | 1        | 2       | 1     |
| 5   | McLaren    | MP4/1C       | Ford Cosworth DFV V8 Ford Cosworth DFY V8 | M    | 34     | 1        | 5       |       |
| 6   | Alfa Romeo | 183T         | Alfa Romeo 890T V8 turbo                  | M    | 18     |          | 2       |       |
| 7   | Tyrrell    | 011 012      | Ford Cosworth DFV V8 Ford Cosworth DFY V8 | G    | 12     | 1        | 1       |       |
| 8   | Lotus      | 94T          | Renault-Gordini EF1 V6 turbo              | P    | 11     |          | 1       | 1     |
| 9   | Toleman    | TG183B       | Hart 415T L4 turbo                        | P    | 10     |          |         |       |
| 10  | Arrows     | A6           | Ford Cosworth DFV V8                      | G    | 4      |          |         |       |
| 11  | Williams   | FW09         | Honda RA163E V6 turbo                     | G    | 2      |          |         |       |
| 12  | Theodore   | N183         | Ford Cosworth DFV V8                      | G    | 1      |          |         |       |
| 13  | Lotus      | 92           | Ford Cosworth DFV V8                      | P    | 1      |          |         |       |
| 14  | Ligier     | JS21         | Ford Cosworth DFV V8                      | M    | 0      |          |         |       |
| 15  | Spirit     | 201 201C     | Honda RA163E V6 turbo                     | G    | 0      |          |         |       |
| 16  | ATS        | D6           | BMW M12/13 L4 turbo                       | G    | 0      |          |         |       |
| 17  | Osella     | FA1E         | Alfa Romeo 1260 V12                       | M    | 0      |          |         |       |
| 18  | McLaren    | MP4/1C       | TAG TTE PO1 1.5 V6 turbo                  | M    | 0      |          |         |       |
| 19  | RAM        | 01           | Ford Cosworth DFV V8                      | P    | 0      |          |         |       |
| 20  | Osella     | FA1D         | Ford Cosworth DFV V8                      | M    | 0      |          |         |       |